# Saison 2018-2019 du Stade français Paris rugby
Cette page présente la saison 2018-2019 du Stade français Paris rugby en Top 14 et en Challenge européen.

## Entraîneurs
Direction sportive :
- Heyneke Meyer : Directeur sportif et entraîneur en chef
- Robert Mohr : Directeur du développement sportif (jusqu'au 10 janvier 2019)
- Fabrice Landreau : Directeur sportif délégué (à partir du 21 janvier 2019)

Entraîneurs :
- Pieter de Villiers : Entraîneur des avants
- Paul O'Connell : Entraîneur de la touche
- Mike Prendergast : Entraîneur des arrières
- John McFarland : Entraîneur de la défense
- Julien Dupuy : Entraîneur chargé des skills (jusqu'au 10 janvier 2019)

## La saison

### Phase aller
À la suite de la reprise du Stade français par Hans-Peter Wild lors de la saison précédente, le club affirme de nouvelles ambitions, avec le recrutement d'un staff pléthorique – Heyneke Meyer (manager) ; Pieter de Villiers (avants) ; Paul O'Connell (touche) ; Mike Prendergast (arrières) ; John McFarland (défense) et Julien Dupuy (skills) – ainsi que de plusieurs joueurs de renom – Gaël Fickou ; Yoann Maestri ; Nicolas Sanchez ou Tala Gray – ou encore des jeunes prometteurs - Alex Arrate ; Kylan Hamdaoui ou Lester Etien - Alors que la quasi-totalité des cadres du Stade Français ont vu leurs contrats renouvelés dans les années précédentes.
Fort de cette nouvelle configuration, le Stade effectue un début de saison remarqué, avec 4 victoires sur les 5 premiers matchs (dont 2 à l'extérieur), qui lui permettent de figurer à la 2e place du classement à ce moment de la saison,.
Encore à la 2e place à la 8e journée du Top 14, le Stade français connaît ensuite un trou d'air en perdant trois matchs d'affilée, dont un à domicile contre La Rochelle, dans un moment aussi marqué par la mort d'un jeune espoir du club, Nicolas Chauvin.
Mais après cette période plus difficile, les stadistes font preuve d'une résilience assez forte, enchaînant trois victoires, dont deux en Top 14, ce qui leur permet de finir la phase aller à la 5e place à égalité de points avec le Racing et le LOU.

### Phase retour
A la 14e journée, malgré une victoire contre Perpignan qui amène le Stade à une 4e place du Top 14, le club rencontre plusieurs difficultés qui aboutissent aux licenciements de Julien Dupuy (entraîneur des skills et figure historique de l'équipe) et Robert Mohr (directeur sportif et longtemps homme de main de Wild) la 10 janvier 2019. Ces licenciements inattendus semblent résulter d'une situation tendue entre certains joueurs parisiens de longue date (notamment Plisson, Flanquart et Camara) et le nouveau manager Heyneke Meyer, dont les méthodes passent mal. Malgré le retour probable de Fabrice Landreau pour renforcer le staff, une fronde des joueurs – avec en tête le capitaine Parisse – semble se profiler à la mi-janvier.

## Effectif 2018-2019
| Nom                    | Poste             | Naissance         | Nationalité      | Sélection nationale | Dernier club              | Arrivée au club (année) |
| ---------------------- | ----------------- | ----------------- | ---------------- | ------------------- | ------------------------- | ----------------------- |
| Heinke van der Merwe   | Pilier            | 5 mars 1985       | Afrique du Sud   |                     | Leinster Rugby            | 2013                    |
| Giorgi Melikidze       | Pilier            | 24 mai 1996       | Géorgie          | -                   | Kharebi Rustavi           | 2015                    |
| Paul Alo-Emile         | Pilier            | 21 décembre 1991  | Australie        |                     | Melbourne Rebels          | 2015                    |
| Siegfried Fisiihoi     | Pilier            | 8 juin 1987       | Tonga            |                     | Chiefs                    | 2017                    |
| Eliès el Ansari        | Pilier            | 22 janvier 1997   | France           | -                   | RC Massy                  | 2017                    |
| Ramiro Herrera         | Pilier            | 4 février 1989    | Argentine        |                     | Jaguars                   | 2017                    |
| Gurthrö Steenkamp      | Pilier            | 12 juin 1981      | Afrique du Sud   |                     | Stade toulousain          | 2017                    |
| Stéphane Clément       | Pilier            | 3 juillet 1987    | France           | -                   | Lyon OU                   | 2018                    |
| Lucas Da Silva         | Talonneur         | 19 décembre 1997  | France           | -                   | Formé au club             | 2016                    |
| Laurent Sempéré        | Talonneur         | 9 juillet 1985    | France           | -                   | Racing Métro 92           | 2008                    |
| Rémi Bonfils           | Talonneur         | 26 septembre 1988 | France           | -                   | PUC                       | 2008                    |
| Laurent Panis          | Talonneur         | 23 avril 1993     | France           | -                   | Formé au club             | 2013                    |
| Alexandre Flanquart    | 2e ligne          | 9 octobre 1989    | France           |                     | Lille Rugby               | 2006                    |
| Matthieu De Giovanni   | 2e ligne          | 10 janvier 1994   | France           | -                   | Formé au club             | 2014                    |
| Paul Gabrillagues      | 2e ligne          | 3 juin 1993       | France           | -                   | Formé au club             | 2014                    |
| Yoann Maestri          | 2e ligne          | 14 janvier 1988   | France           |                     | Stade toulousain          | 2018                    |
| Hugh Pyle              | 2e ligne/3e ligne | 21 septembre 1988 | Australie        | -                   | Melbourne Rebels          | 2014                    |
| Sergio Parisse         | 3e ligne          | 13 septembre 1983 | Italie           |                     | Benetton Trévise          | 2005                    |
| Antoine Burban         | 3e ligne          | 22 juillet 1987   | France           |                     | PUC                       | 2006                    |
| Sylvain Nicolas        | 3e ligne          | 21 juin 1987      | France           | -                   | Stade toulousain          | 2013                    |
| Sekou Macalou          | 3e ligne          | 20 avril 1995     | France           |                     | Rugby club Massy Essonne  | 2015                    |
| Ryan Chapuis           | 3e ligne          | 12 décembre 1997  | France           | -                   | Formé au club             | 2018                    |
| Willem Alberts         | 3e ligne          | 11 juin 1984      | Afrique du Sud   |                     | Sharks                    | 2015                    |
| Charlie Francoz        | 3e ligne          | 3 juin 1998       | France           | -                   | Stade Rochelais           | 2017                    |
| Talalelei Gray         | 3e ligne          | 28 février 1990   | Australie        | Australie à 7       | Stade toulousain          | 2018                    |
| Hendré Stassen         | Troisième ligne   | 29 décembre 1997  | Afrique du Sud   | -                   | Bulls                     | 2018                    |
| Clément Daguin         | Mêlée             | 25 mai 1992       | France           | -                   | RC Massy                  | 2015                    |
| Arthur Coville         | Mêlée             | 4 février 1998    | France           | -                   | RC Vannes                 | 2017                    |
| Petrus Erasmus Van Zyl | Mêlée             | 14 septembre 1989 | Afrique du Sud   |                     | London Irish              | 2018                    |
| William Percillier     | Mêlée             | 30 janvier 1999   | Canada           |                     | Colombie-Britannique      | 2019                    |
| Jules Plisson          | Ouverture         | 20 août 1991      | France           |                     | ACBB Boulogne-Billancourt | 2007                    |
| Morné Steyn            | Ouverture         | 11 juillet 1984   | Afrique du Sud   |                     | Bulls                     | 2013                    |
| Nicolas Sanchez        | Ouverture         | 26 octobre 1988   | Argentine        | -                   | Jaguares                  | 2018                    |
| Jonathan Danty         | Centre            | 7 octobre 1992    | France           | -                   | Formé au club             | 2011                    |
| Jimmy Yobo             | Centre            | 20 février 1992   | France           | -                   | RC Toulon                 | 2017                    |
| Alex Arrate            | Centre            | 24 juin 1997      | France           | -                   | Biarritz olympique        | 2018                    |
| Gaël Fickou            | Centre            | 26 mars 1994      | France           |                     | Stade toulousain          | 2018                    |
| Julien Delbouis        | Centre            | 4 août 1999       | France           | -                   | RC Massy                  | 2018                    |
| Malietoa Hingano       | Centre            | 27 janvier 1992   | Australie        | -                   | ASM Clermont              | 2018                    |
| Waisea Nayacalevu      | Ailier            | 26 juin 1990      | Fidji            |                     | Melbourne RUFC (en)       | 2012                    |
| Julien Arias           | Ailier            | 26 octobre 1983   | France           |                     | US Colomiers              | 2004                    |
| Adrien Lapègue         | Ailier            | 21 octobre 1998   | France           | -                   | Aviron bayonnais          | 2018                    |
| Lester Etien           | Ailier            | 21 juin 1995      | France           | -                   | RC Massy                  | 2018                    |
| Djibril Camara         | Ailier/Arrière    | 22 juin 1989      | France           | -                   | Formé au club             | 2007                    |
| Tony Ensor             | Arrière           | 11 mai 1991       | Nouvelle-Zélande | -                   | Otago                     | 2017                    |
| Kylan Hamdaoui         | Arrière           | 15 avril 1994     | France           | -                   | Biarritz olympique        | 2018                    |

## Calendrier et résultats

### Top 14
| - USA Perpignan - Stade français : 15-46 - Stade français - Union Bordeaux Bègles : 20-8 - ASM Clermont - Stade français : 42-20 - Stade français - RC Toulon : 37-10 - Section paloise - Stade Français : 13-25 - Stade français - Racing 92 : 16-17 - Castres olympique - Stade français : 9-14 - Stade français - Montpellier HR : 25-20 - Lyon OU - Stade français : 41-6 - Stade français - Stade rochelais : 12-14 - Stade toulousain - Stade français : 49-20 - SU Agen - Stade français : 6-19 - Stade français - FC Grenoble : 23-20 | - Stade français - USA Perpignan : 27-8 - Union Bordeaux Bègles - Stade français : 26 - 12 - Stade français - ASM Clermont : 25 - 41 - RC Toulon - Stade français : 33 - 30 - Stade français - Section paloise : 31-17 - Racing 92 - Stade français : 23-27 - Stade français - Castres olympique : 32-16 - Montpellier HR - Stade français : 42 - 25 - Stade français - Lyon OU : 13 - 24 - Stade rochelais - Stade français : 14 - 27 - Stade français - Stade toulousain : 9 - 28 - Stade français - SU Agen : 25-22 - FC Grenoble - Stade français : 21 - 17 |

| Rang | Club                  | J  | V  | N | D  | Bo | Bd | Pm  | Pe  | Diff | Pts |
| ---- | --------------------- | -- | -- | - | -- | -- | -- | --- | --- | ---- | --- |
| 1    | Stade toulousain      | 26 | 21 | 2 | 3  | 9  | 1  | 820 | 508 | +312 | 98  |
| 2    | ASM Clermont          | 26 | 16 | 3 | 7  | 9  | 4  | 828 | 535 | +293 | 83  |
| 3    | Lyon OU               | 26 | 17 | 1 | 8  | 7  | 1  | 683 | 525 | +158 | 78  |
| 4    | Racing 92             | 26 | 15 | 1 | 10 | 8  | 4  | 750 | 563 | +187 | 74  |
| 5    | Stade rochelais       | 26 | 16 | 0 | 10 | 6  | 1  | 719 | 616 | +103 | 71  |
| 6    | Montpellier HR        | 26 | 14 | 1 | 11 | 6  | 6  | 659 | 546 | +113 | 70  |
| 7    | Castres olympique (T) | 26 | 15 | 0 | 11 | 4  | 5  | 508 | 499 | +9   | 69  |
| 8    | Stade français Paris  | 26 | 14 | 0 | 12 | 4  | 4  | 583 | 579 | +4   | 64  |
| 9    | RC Toulon             | 26 | 12 | 0 | 14 | 6  | 3  | 572 | 542 | +30  | 57  |
| 10   | Union Bordeaux Bègles | 26 | 12 | 1 | 13 | 4  | 3  | 618 | 711 | -93  | 57  |
| 11   | Section paloise       | 26 | 9  | 0 | 17 | 2  | 5  | 501 | 763 | -262 | 43  |
| 12   | SU Agen               | 26 | 8  | 1 | 17 | 0  | 4  | 431 | 654 | -223 | 38  |
| 13   | FC Grenoble (P)       | 26 | 5  | 2 | 19 | 0  | 5  | 448 | 691 | -243 | 29  |
| 14   | USA Perpignan (P)     | 26 | 2  | 0 | 24 | 0  | 4  | 433 | 821 | -388 | 12  |

### Coupe d'Europe
Dans le Challenge européen, le Stade Français Rugby fait partie de la poule 2 et est opposé aux Anglais des Worcester Warriors, aux Français de la Section paloise, et aux Gallois des Ospreys.
| - Stade français - Worcester Warriors : 28-37 - Section paloise - Stade français : 21 - 15 - Ospreys - Stade français : 51 - 20 | - Stade français - Ospreys : 12-3 - Stade français - Section paloise : 35-14 - Worcester Warriors - Stade français : 36-31 |

Avec 2 victoires et 4 défaites, le Stade français Paris termine 4e et n'est pas qualifié pour les quarts de finale. 

| Rang | Équipe               | J | V | N | D | Em | Ee | Bo | Bd | Pm  | Pe  | Diff | Pts |
| ---- | -------------------- | - | - | - | - | -- | -- | -- | -- | --- | --- | ---- | --- |
| 1    | Worcester Warriors   | 6 | 5 | 0 | 1 | 19 | 16 | 2  | 0  | 150 | 125 | +25  | 22  |
| 2    | Ospreys              | 6 | 2 | 0 | 4 | 18 | 12 | 2  | 3  | 141 | 105 | +36  | 13  |
| 3    | Section paloise      | 6 | 3 | 0 | 3 | 12 | 16 | 1  | 0  | 89  | 127 | -38  | 13  |
| 4    | Stade français Paris | 6 | 2 | 0 | 4 | 16 | 21 | 2  | 2  | 140 | 163 | -23  | 12  |

## Statistiques[10]

### Top 14

#### Meilleurs réalisateurs
| Rang | Joueur          | Poste            | Points | Essais | Transf. | Pén. | Drops |
| ---- | --------------- | ---------------- | ------ | ------ | ------- | ---- | ----- |
| 1    | Nicolas Sanchez | Demi d'ouverture | 122    | 1      | 21      | 24   | 1     |
| 2    | Morné Steyn     | Demi d'ouverture | 104    | -      | 16      | 23   | 1     |
| 3    | Gaël Fickou     | Centre           | 45     | 9      | -       | -    | -     |
| 4    | Sekou Macalou   | 3e ligne         | 40     | 8      | -       | -    | -     |
| 5    | Kylan Hamdaoui  | Arrière          | 35     | 7      | -       | -    | -     |

#### Meilleurs marqueurs
| Rang | Joueur            | Poste         | Essais |
| ---- | ----------------- | ------------- | ------ |
| 1    | Gaël Fickou       | Centre        | 9      |
| 2    | Sekou Macalou     | 3e ligne      | 8      |
| 3    | Kylan Hamdaoui    | Arrière       | 7      |
| 4    | Waisea Nayacalevu | Ailier/Centre | 4      |
| 5    | Julien Arias      | Ailier        | 3      |

### Challenge Cup

#### Meilleurs réalisateurs
| Rang | Joueur          | Poste            | Points | Essais | Transf. | Pén. | Drops |
| ---- | --------------- | ---------------- | ------ | ------ | ------- | ---- | ----- |
| 1    | Morné Steyn     | Demi d'ouverture | 25     | 1      | 7       | 2    | -     |
| 2    | Nicolas Sanchez | Demi d'ouverture | 15     | -      | -       | 5    | -     |
| 3    | Julien Arias    | Ailier           | 10     | 2      | -       | -    | -     |
| 4    | Ryan Chapuis    | 3e ligne         | 5      | 1      | -       | -    | -     |
| 4    | Arthur Coville  | Demi de mêlée    | 5      | 1      | -       | -    | -     |

#### Meilleurs marqueurs
| Rang | Joueur         | Poste    | Essais |
| ---- | -------------- | -------- | ------ |
| 1    | Julien Arias   | Ailier   | 2      |
| 2    | Alex Arrate    | Centre   | 1      |
| 2    | Ryan Chapuis   | 3e ligne | 1      |
| 2    | Arthur Coville | Mêlée    | 1      |